# Fusée anti-grêle
 (avril 2021).
Si vous disposez d'ouvrages ou d'articles de référence ou si vous connaissez des sites web de qualité traitant du thème abordé ici, merci de compléter l'article en donnant les références utiles à sa vérifiabilité et en les liant à la section « Notes et références ».
Une fusée anti-grêle est un moyen de lutte contre la grêle utilisé dans certaines régions. Le principe est de pulvériser de l'iodure d'argent dans les nuages d'orage afin de les ensemencer et de tenter de prévenir la formation de gros grêlons. Les fusées sont par exemple utilisées dans les régions viticoles autour du Léman, des tirs étant effectués depuis Begnins, Lavaux, Douvaine et Loisin. En France, en 1936, Le colonel Frédéric Ruby commande la 35e escadre d'aviation de Bron. À la demande de M. Jacques Monin, président de la Société de viticulture du Rhône, il met en application ses découvertes sur la formation de la grêle et des moyens qu'il jugeait susceptibles de la combattre. Il met en place les moyens de défense censés combattre ce fléau dans le vignoble du Beaujolais.